# Ašur-nirari III.
Pogledajte također "Ašur-nirari I." i "Ašur-nirari II."
Ašur-nirari III., nazvan po bogu Ašuru, bio je kralj Asirije, unuk kralja Tukulti-Ninurte I. koji je ubijen. Njegov je otac bio princ Ašur-nasir-pal. Vladao je šest godina, naslijedivši strica Ašur-nadin-aplija. Naslijedio ga je stric Enlil-kuduri-usur.